# Palazzo Sabajno
Palazzo Sabajno era la residenza signorile dell'omonima famiglia milanese, nel comune di Cuasso al Monte, in provincia di Varese.

## Storia
La sua costruzione risale al Settecento da parte della famiglia Sabajno (a volte indicata erroneamente come Sabaino o Sabajino), ricca casata lombarda residente a Milano. La famiglia era solita a recarsi a Cuasso al Monte già dal 1500, perché vicino alle sponde del lago Ceresio, dove spesso trascorrevano le vacanze lontano dalla città. Il palazzo è situato all'incrocio tra via Sabajno e via San Carlo. Molti terreni nei dintorni e una notevole parte del territorio locale erano di loro proprietà. All'epoca, le mura del parco della casa si estendevano fino a quella che ora è via Gramsci; ne è visibile ancora qualche sezione.

## Costruzione

### Struttura
Il palazzo presenta una struttura solita delle ville settecentesche della regione, a forma di U con cortile centrale. È costituito da tre piani, con balconi interni arcati con vista sul cortile. La facciata è visibile da via Sabajno, impreziosita da un portale in pietra e finestre con cornici barocche stuccate, abbellite da finte aperture e persiane dipinte in trompe-œil.
C'erano stalle e scuderie per i cavalli, rimesse e un grande parco a sud della struttura. 
Sul lato meridionale della residenza c'è una piccola chiesetta con campanile, intitolata a San Carlo Borromeo, mentre nella piazzola di fronte c'era un lavatoio pubblico.

#### Chiesa della Sacra Famiglia o di San Carlo Borromeo

##### Storia
Sul lato destro della facciata c'è la piccola chiesa dedicata alla Sacra Famiglia, comunemente conosciuta come di san Carlo Borromeo. Originariamente era la cappella nobiliare della famiglia Sabajno, e la sua costruzione fu ordinata dallo stesso cardinale Borromeo. La costruzione della struttura originale, ovvero come cappella, si fa risalire all'epoca di erezione dell'annesso palazzo. 
La chiesa, nonostante l'abbandono della residenza, rimane attiva sotto la parrocchia Sant'Ambrogio di Cuasso al Monte, ma viene raramente utilizzata (in specifiche occasioni nel corso dell'anno liturgico).

##### Costruzione
È composta da un'unica navata con volta a botte, terminante nel Presbiterio dove è a vela. Conserva un Altare preconciliare sovrastato da una pala dipinta raffigurante San Carlo Borromeo, e l'area absidale è delimitata da una balaustra. L'apparato pittorico all'interno è ben conservato: contiene affreschi raffiguranti il cardinale, la vite rampicante (simboleggiante la parabola della vite e dei tralci dalla Bibbia), la Beata Vergine, il Cristo, un gregge di pecore su sfondo celeste sulla volta a vela. La facciata è a capanna con paraste doriche laterali che sorreggono una cornice su cui poggia il frontone sporgente. L'ingresso è sovrastato da un bassorilievo ad arco a tutto sesto con un affresco raffigurante Gesù Bambino con Maria e Giuseppe, ovvero la Sacra Famiglia. Questo diede il soprannome alla chiesa. A sinistra è presente un piccolo campaniletto ancora munito di campana, a vela singola.

### Interni
La villa era ornata da magnifici affreschi, stucchi e pavimenti, la cui gran parte è andata sfortunatamente perduta a causa dell'azione degli agenti atmosferici naturali vista la loro mancata preservazione. Molti erano a tema sacro, come quello della Madonna col Bambino, dipinto nel tardo Settecento. Conteneva inoltre altre particolarità preziose, come camini (e relativi comignoli) ed oggetti vari in materiali pregiati.

## Stato attuale
È in stato di completo abbandono e molto fatiscente. È già stato teatro di numerosi crolli e furti, che hanno privato la struttura degli originali camini pregiati, materiali, comignoli, finestre. La proposta di trasferire gli uffici comunali in palazzo Sabajno era stata avanzata; le condizioni pietose dell'edificio e le ingenti somme necessarie alla sua ristrutturazione ne hanno causato la bocciatura.